# Альтанник золотокрилий
Альтанник золотокрилий (Sericulus aureus) — вид горобцеподібних птахів родини наметникових (Ptilonorhynchidae).

## Поширення
Ендемік Нової Гвінеї. Населяє передгір'я на північному сході півострова Чендравасіх і північні схили Кордильєра-Сентраль (гори Маоке і Бісмарка), на сході до верхньої течії річки Сепік. Мешкає у тропічних передгірних лісах на висоті 850—1400 м над рівнем моря.

## Опис
Птах невеликого розміру (24 см завдовжки, вагою 165—180 г) з пухнастим і масивним зовнішнім виглядом, округлою головою з коротким, конічним і тонким дзьобом з широкою основою, довгими великими крилами, квадратним хвостом середньої довжини.
В оперенні помітний чіткий статевий диморфізм. Самиці цілком буро-оливкового забарвлення, темнішого на крилах і хвості і з наявністю жовтуватих відтінків на горлі та животі. У самців чорне лице і горло, хвіст і край крил. Решта голови, шиї і спини червоно-помаранчеві, а частина оперення, що залишилася, золотисто-жовта з коричневими відтінками на крилах. У самців є короткий лобовий еректильний гребінь, а пір'я на спині витягнуті та ниткоподібні.
Дзьоб і ноги чорнуваті (перший з жовто-рожевою основою). Очі темно-карі у самиць і золотисто-жовті у самців.

## Спосіб життя
Трапляється поодинці або невеликими зграями. Всеїдний птах: раціон складається з фруктів (переважно інжиру) та дрібних безхребетних.
Сезон розмноження триває з серпня по листопад. Полігамний птах. Самці намагаються спаровуватися з якомога більшою кількістю самиць і не цікавляться долею свого потомства.
Самець будує шлюбну споруду у вигляді доріжки, будуючи два паралельних ряди гілок, висаджених вертикально в ґрунт. Територію, що оточує будівлю, самець ретельно очищає від гальки та сміття та прикрашає яскравими кольоровими предметами, такими як райдужні екзоскелети мертвих жуків, ягоди, черепашки та кістки. Після завершення будівництва самець сідає на гілку поруч, намагаючись привабити самицю за допомогою дзвінкого співу. Самиць він зустрічає своєрідним танком, скуйовджуючи пір'я та виконуючи синкоповані рухи. Якщо самиці сподобався побудований намет і танок самця, відбувається копуляція.
Після спаровування пара розходиться, самець повертається до приваблювання інших самиць, а самиця займається будівництвом гнізда. Гніздо це досить масивна чашоподібна конструкція, побудована шляхом плетіння рослинних волокон у дуплах або тріщинах дерева. У кладці 1-3 сіро-коричневих яєць. Інкубація триває близько двадцяти днів. Через три тижні після народження пташенята вилітають з гнізда, але залишаються з матір'ю ще деякий час.